# The Best of Michael Jackson
A The Best of Michael Jackson című album Michael Jackson egy korai válogatásalbuma, melyen a Motown kiadónál felvett dalaiból szerepelnek a sikeresebbek. 1975-ben jelent meg, és világszerte 2,2 millió példányban kelt el, az amerikai R&B-slágerlistán a 44. helyig jutott.
Ez Jackson utolsó albuma a Motown kiadónál, és az utolsó, mielőtt szólókarrierje igazán beindult az Off the Wall című albummal.

## Dallista
| Amerikai kiadás | UK kiadás | 1979-es újra-kiadás | Cím                                            | Hossz |
| --------------- | --------- | ------------------- | ---------------------------------------------- | ----- |
| 1               | 1         | 1                   | Got to Be There                                | 3:19  |
| 2               | 4         | 2                   | Ben                                            | 2:41  |
| 3               |           | 3                   | With a Child's Heart                           | 3:29  |
| 4               | 7         | 4                   | Happy (Love Theme from "Lady Sings The Blues") | 3:22  |
| 5               | 10        | 5                   | One Day in Your Life                           | 4:10  |
| 6               | 6         | 8                   | I Wanna Be Where You Are                       | 2:56  |
| 7               | 8         | 9                   | Rockin' Robin                                  | 2:29  |
| 8               | 13        | 10                  | We're Almost There                             | 3:37  |
| 9               | 14        | 11                  | Morning Glow                                   | 3:32  |
| 10              | 11        | 12                  | Music and Me                                   | 2:33  |
|                 | 2         | 13                  | Ain't No Sunshine                              | 4:14  |
|                 | 3         |                     | My Girl                                        | 3:13  |
|                 | 5         |                     | Greatest Show on Earth                         | 2:50  |
|                 | 9         | 6                   | Just a Little Bit of You                       | 3:15  |
|                 | 12        |                     | In Our Small Way                               | 3:42  |
|                 |           | 7                   | You Are There                                  | 3:25  |
|                 |           | 14                  | Dear Michael                                   | 2:42  |